# Dan Miyakawa
Dan Miyakawa (Japans: 宮川弾, Miyakawa dan) (Tokio, 12 juni 1971) is een Japanse componist, arrangeur, musicus, saxofonist en toetsenist, Afgestudeerd aan de Waseda Universiteit. Hij behoort ook bij Horipro, een groot Japans talentenbureau. Ook was Miyakawa voormalig lid van de band Love Tambourines. Sinds het uiteenvallen van Love Tambourines werkt hij als producer, arrangeur, liedjesschrijver en ondersteunend muzikant. Asako Toki, voorheen lid van de band Cymbals, is zijn ex-vrouw.
Op 25 oktober 2006 bracht hij een solo-album uit, "Miyagawa Dan Ensemble" (宮川弾アンサンブル) met Yuko Ando, Hiromi Ohta en Asako Toki als zangeres. Hij bracht zijn tweede soloalbum, "Neuromancer" (ニューロマンサー), uit op 28 januari 2008.
Miyakawa verwierf ook bekendheid door het componeren van het computerspel Kirby Super Star van Nintendo voor de SNES uit 1996, samen met Jun Ishikawa. Ook componeerde hij de muziek voor de anime Maoyū: Maō Yūsha.

## Discografie

### Als artiest

#### Albums
| Jaar | Titel (Engels)        | Titel (Japans)     |
| ---- | --------------------- | ------------------ |
| 2006 | Miyagawa Dan Ensemble | 宮川弾アンサンブル |
| 2008 | Neuromancer           | ニューロマンサー   |

#### Soundtracks
| Jaar | Titel (Engels)                         | Titel (Japans)       | Opmerkingen |
| ---- | -------------------------------------- | -------------------- | --- |
| 2006 | Ski Jumping Pairs: Road to Torino 2006 | スキージャンプ・ペア | Ook verantwoordelijk voor het themalied onder de naam "Miyakawa Dan Project feat. Yumi Shimizu & Ryohei Yamamoto" |

### Als deelnemende artiest

#### Deelname aan arrangementen voor strijkorkest
| Deelname               | Opmerkingen                                                  |
| ---------------------- | ------------------------------------------------------------ |
| Cymbals                |                                                              |
| GREAT3                 |                                                              |
| Nona Reeves            |                                                              |
| Scoobie Do             |                                                              |
| Rip Slyme              |                                                              |
| Round Table            |                                                              |
| School Food Punishment | Gezongen in het Engels, arrangement met Hiroyasu Yano        |
| TiA                    | Arrangement strijkers                                        |
| Carnation              |                                                              |
| Koshiki Kinoshita      |                                                              |
| Ryujin Kiyoshi         |                                                              |
| The Furry Marys        | Strijkkwartet nr. 9 in Tokio, Arrangement strijkers en piano |
| Satomi Takasugi        | Voor Tears in the Sky                                        |
| Shione Yukawa          | Voor het album Waltz In Winter                               |

#### Deelname aan verzamelomnibussen
| Jaar | Deelname                                        |
| ---- | ----------------------------------------------- |
| 2003 | One Nation - Japanese Remixes & Produce Works   |
| 2003 | Tachytelic Night - welcomes you to the FAR EAST |
| 2004 | HITS after HITS! - domestic                     |

### Als compomist
| Jaar | Titel              | Opmerkingen  |
| ---- | ------------------ | ------------ |
| 1996 | Kirby Super Star   | Computerspel |
| 2008 | Suikoden Tierkreis | Computerspel |
| 2013 | Maoyū: Maō Yūsha   | Anime        |
| 2013 | Tamako Market      | Anime        |
| 2014 | Magimoji Rurumo    | Anime        |